# Liste der burundischen Außenminister
Diese Liste der burundischen Außenminister listet alle burundischen Außenminister seit 1962 auf.
| Antritt          | Abgang            | Außenminister            | Leben       |
| ---------------- | ----------------- | ------------------------ | ----------- |
| 1962             | 1963              | Lorgio Nimubona          | ? – 1963    |
| 1964             | 1965              | Joseph Mbazumutima       | * 1937      |
| 1965             | 1966              | Marc Manirakiza          | * 1935      |
| 12. Juli 1966    | 1967              | Pié Masumbuko            | * 1931      |
| 1967             | 1967              | Prime Niyongabo          |             |
| 1967             | 1967              | Michel Micombero         | 1940 – 1983 |
| 1967             | 1969              | Lazare Ntawurishira      | 1931 – 2015 |
| 1969             | 1971              | Libère Ndabakwaje        | * 1940      |
| 1971             | 1974              | Artémon Simbananiye      | * 1935      |
| 1974             | 1975              | Gilles Bimazubute        | 1937 – 1993 |
| 1975             | 1976              | Melchior Bwakira         | 1937 – 2009 |
| 1976             | 1978              | Albert Muganga           | * 1945      |
| 1978             | 1982              | Édouard Nzambimana       | 1945 – 2015 |
| 1982             | 1986              | Laurent Nzeyimana        | 1936 – 2009 |
| 1986             | 1987              | Egide Nkuriyingoma       | * 1946      |
| 1987             | 1992              | Cyprien Mbonimpa         | * 1946      |
| 1992             | 1993              | Libère Bararunyeretse    | * 1954      |
| 10. Juli 1993    | 22. Dezember 1993 | Sylvestre Ntibantunganya | * 1956      |
| 1993             | Juni 1995         | Jean‐Marie Ngendahayo    | * 1956      |
| 1995             | 1995              | Paul Munyembari          | * 1946      |
| 1995             | 1996              | Vénérand Bakevyumusaya   |             |
| 1996             | 1998              | Luc Rukingama            | * 1952      |
| 1998             | 2001              | Severin Ntahomvukiye     | * 1944      |
| 2001             | 30. August 2005   | Thérence Sinunguruza     | 1959 – 2020 |
| 30. August 2005  | 29. Januar 2009   | Antoinette Batumubwira   | * 1956      |
| 29. Januar 2009  | 7. November 2011  | Augustin Nsanze          | * 1953      |
| 7. November 2011 | 18. Mai 2015      | Laurent Kavakure         | * 1959      |
| 18. Mai 2015     | 19. April 2018    | Alain Aimé Nyamitwe      | * 1971      |
| 19. April 2018   | 28. Juni 2020     | Ezéchiel Nibigira        | * 1971/1972 |
| 28. Juni 2020    | amtierend         | Albert Shingiro          | * 1970      |